# Sarvgöl (Hjorteds socken, Småland, 638784-153847)
Sarvgöl är en sjö i Västerviks kommun i Småland och ingår i Botorpsströmmen-Marströmmens kustområde.